# Saint-Agnan (Aisne)
Saint-Agnan korábbi község Franciaországban, Aisne megyében. Lakosainak száma 104 fő (2018. január 1.). Saint-Agnan Baulne-en-Brie, Celles-lès-Condé, La Chapelle-Monthodon, Monthurel, Reuilly-Sauvigny, Courthiézy és Vallées en Champagne községekkel határos.
2016. január 1-jén Baulne-en-Brie és La Chapelle-Monthodon korábbi községgel egyesült és az így létrejött Vallées en Champagne új község része lett.

## Népesség
A település népessége az elmúlt években az alábbi módon változott:
| Lakosok száma | 113  | 77   | 90   | 102  | 106  | 108  | 103  | 108  | 104  | 104  |
|               | 1962 | 1968 | 1982 | 1990 | 1999 | 2008 | 2011 | 2013 | 2017 | 2018 |